# Lamasquère
Lamasquère is een gemeente in het Franse departement Haute-Garonne (regio Occitanie). De plaats maakt deel uit van het arrondissement Muret. Lamasquère telde op 1 januari 2022 1.655 inwoners. Lamasquère ligt aan de Touch.

## Geografie
De oppervlakte van Lamasquère bedroeg op 1 januari 2022 6,11 vierkante kilometer; de bevolkingsdichtheid was toen 270,9 inwoners per km².

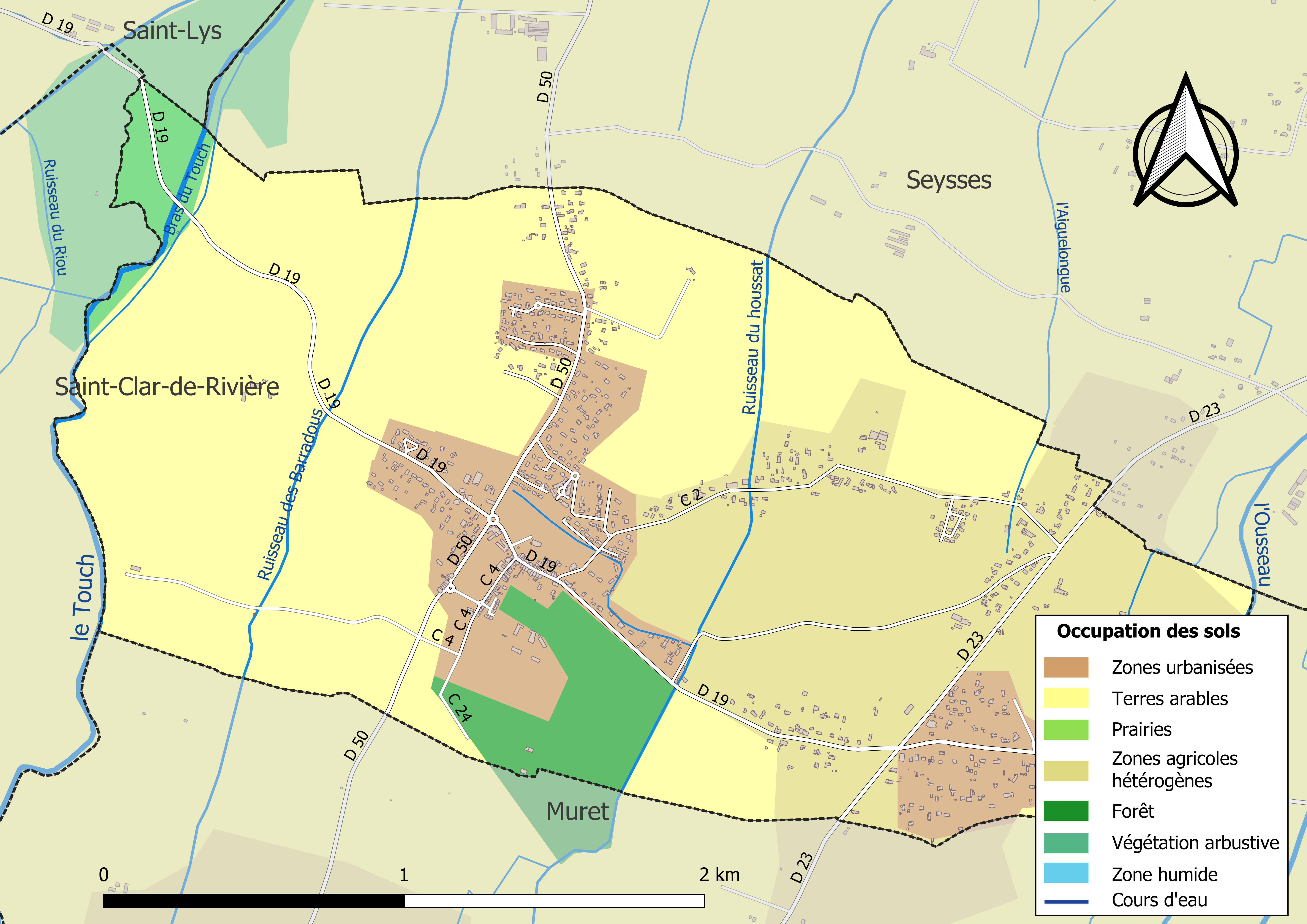
Kaart van de gemeente met belangrijkste infrastructuur, bodemgebruik en omliggende gemeenten

## Demografie
Onderstaande figuur toont het verloop van het inwonertal (bron: INSEE-tellingen).